# Michelle Ray Smith
Michelle Ray Smith (Bloomfield, 24 settembre 1974) è un'attrice e modella statunitense.
È nota al pubblico televisivo soprattutto per il ruolo di Ava Peralta nella soap opera Sentieri, ricoperto dal 2005 al 2009., recitando inoltre in alcuni film.
Come modella, è apparsa in varie pubblicità televisive negli Stati Uniti.

## Biografia

### Vita privata
La sua vita privata è stata segnata dal suicidio del padre, Jeff Smith, avvenuto nel 2003.
È legata sentimentalmente a Michael Layden, dal quale ha avuto un figlio, Jake, nato l'8 luglio 2008.

## Filmografia

### Cinema
- Kimberly (1999)
- Matrimonio per sbaglio (The Pleasure of Your Company), regia di Michael Ian Black (2006)
- Salt (2010)
- Inkubus (2010)

### Televisione
- Sentieri  (Guiding Light, soap opera, 2005 - 2009; 217 episodi, ruolo: Ava Peralta)
- Law & Order: Unità Vittime Speciali - Serie TV, episodio 10x13 (2009)

## Doppiatori italiani
Nelle versioni in italiano delle opere in cui ha recitato, Michelle Ray Smith è stato doppiato da:
- Jolanda Granato in Sentieri
- Claudia Catani in Law & Order - Unità vittime speciali